# Kopanica (jezioro)
Kopanica – jezioro w gminie Nowinka, w powiecie augustowskim, w woj. podlaskim.
Jezioro Kopanica położone jest na Równinie Augustowskiej na obszarze Puszczy Augustowskiej. Jezioro ma wydłużony, nieregularny kształt. Zatoki połączone są z główną częścią jeziora wąskimi przesmykami. Linia brzegowa jest dobrze rozwinięta, w większości porośnięta lasem. W północnej części jeziora znajduje się wyspa. W 1991 jezioro miało III klasę czystości.
Od zachodu Kopanica połączona jest niewielkim ciekiem z jeziorem Blizienko, zaś od wschodu poprzez przesmyk z jeziorem Tobołowo. Na północnym brzegu jeziora leży wieś Kopanica.
W przeszłości jezioro Kopanica wraz z jeziorami Blizno, Blizienko i Tobołowo stanowiły jeden zbiornik, który podzielił się na mniejsze jeziora na skutek wypłycania i zarastania.